# Guerra al virus
Guerra al virus, conosciuto anche come Il grande gelo, (And the Band Played On) è un film per la televisione del 1993 diretto da Roger Spottiswoode, con protagonisti Matthew Modine, Alan Alda e Ian McKellen.

## Trama
Il dott. Don Francis è uno dei primi a comprendere la pericolosità d'una misteriosa malattia che ha già mietuto molte vittime in Africa e che si sta diffondendo in tutto il mondo. Si tratta del virus HIV, ma la popolazione statunitense sembra indifferente, considerando la malattia pericolosa solo per gli omosessuali, e quindi il dott. Francis dovrà lottare per sensibilizzare l'opinione pubblica.

## Riconoscimenti
Il film ha ricevuto quattordici nomination agli Emmy Award (vincendone tre), due nomination ai Golden Globe e numerose nomination a premi minori.
- Primetime Emmy Awards
  - 1994 - Migliore film per la televisione